# Parahormius rameshi
Parahormius rameshi är en stekelart som beskrevs av T.C. Narendran 2002. Parahormius rameshi ingår i släktet Parahormius och familjen bracksteklar. Inga underarter finns listade i Catalogue of Life.